# Shrimpy
Die Shrimpy war ein 18-Fuß-Kimmkieler, mit dem Shane Acton von 1972 bis 1980 die Welt umrundete.
Die Shrimpy, wie Acton sein für 400 £ gekauftes und auf den Namen Super Shrimp getauftes Boot nannte, war ein Holz-Knickspanter, der von Robert Tucker aus 9 mm Bootssperrholz konstruiert worden war. Die Kiele hatten jeweils ein Gewicht von 250 Pfund und gaben dem Boot eine ausreichende Stabilität. In der Kajüte befanden sich zwei Schlafplätze sowie eine Kochstelle.
Bis 1987 war die Shrimpy die kleinste Segelyacht, mit der die Erde je umrundet wurde; sie wurde von der knapp 12 Fuß langen Acrohc Australis als derzeit kleinste Segelyacht abgelöst.
Der Verbleib der Shrimpy ist nicht geklärt. Es gibt Hinweise darauf, dass das Boot in einem tropischen Wirbelsturm zerstört wurde.